# Struggle (Nonpoint)
| Recensione | Giudizio |
| ---------- | -------- |
| AllMusic   | [ 1 ]    |

Struggle è il primo album in studio del gruppo musicale statunitense Nonpoint, pubblicato il 18 maggio 1999.

## Descrizione
Registrato negli Studio 13, di Deerfield Beach, in Florida, l'album è stato pubblicato dall'etichetta discografica Conquest Music Group/Jugular Records in formato CD con numero di catalogo CMG 50220. Nel 2002 l'album è stato ristampato con il titolo Separate Yourself: The Beginning 1997-1998 in un'edizione priva di etichetta discografica.
Molte tracce dell'album sono state riadattate e poi inserite nel successivo Statement.

## Tracce
1. Preface – 1:35
2. Mindtrip – 3:48
3. Hive – 5:35
4. Double Stacked – 6:26
5. Senses – 3:51
6. Years – 3:55
7. Victim – 4:00
8. No Say – 4:00
9. Struggle – 4:43
10. Two Tone – 3:21
11. The Piper – 3:39
12. Gimmick – 4:00

Durata totale: 48:53

## Crediti

### Gruppo
- Elias Soriano - voce
- Dru - chitarra
- Ken MacMillan - basso
- Robb Rivera - batteria

### Personale tecnico
- Nonpoint - produzione discografica
- Jeremy Staska - tecnico di studio